# Lion-Peugeot VC 2
Der Lion-Peugeot VC 2 war ein Personenkraftwagen von Lion-Peugeot.

## Beschreibung
Lion-Peugeot brachte das Modell 1909 als Ergänzung auf den Markt. Bis zur Produktionseinstellung im Jahre 1910 entstanden 1175 Exemplare. Nachfolger wurde der Lion-Peugeot VC 3.

## Motor, Antrieb und Fahrleistungen
Für den Antrieb sorgte ein Einzylindermotor mit 1045 cm³ Hubraum und 9 PS Leistung. Der Motor war vorne im Fahrzeug montiert und trieb über eine Kette die Hinterachse an. Das Getriebe verfügte über drei Vorwärts- und einen Rückwärtsgang.
Die Höchstgeschwindigkeit war mit 37 bis 49 km/h angegeben.

## Abmessungen und Aufbauten
Bei einem Radstand von 2,25 m und einer Spurweite von 1,15 m war das Fahrzeug 3,32 m lang, 1,4 m breit und 1,95 m hoch. Zur Wahl standen die Karosserieversionen Doppelphaeton, Limousine, Landaulet und Kastenwagen. Der Unterschied zum VC 1 bestand im längeren Radstand und anderen Karosserien.